# بروسبيكت نايتس
بروسبيكت نايتس هو نادي كرة قدم أسترالي تأسس في سنة 1959 الميلادية. 